# Vitacura (comuna)

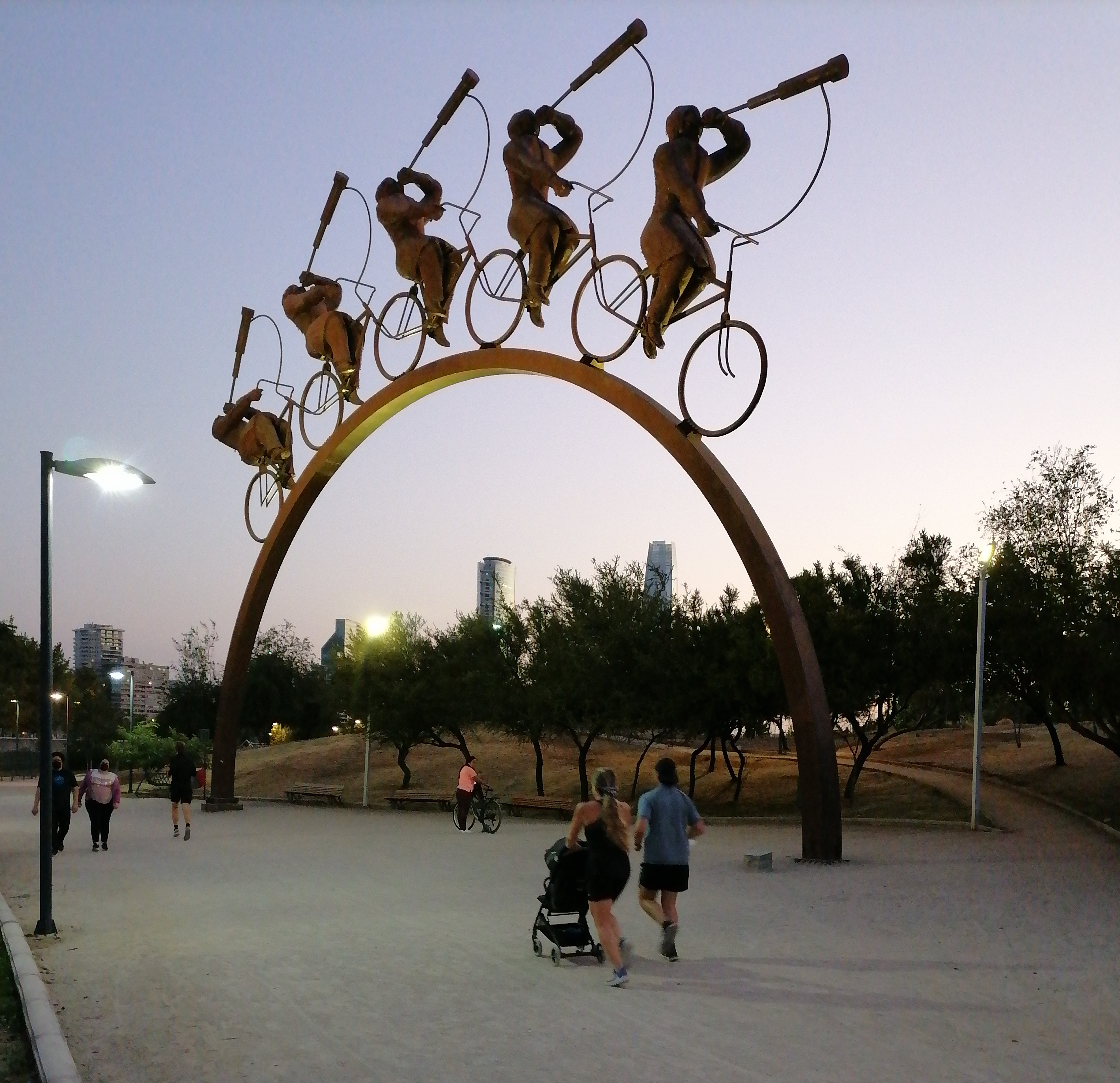
Escultura La búsqueda (de Hernán Puelma, 2011), parque Bicentenario (Vitacura)

Vitacura (del mapudungún fütra kura, 'piedra grande') es una comuna ubicada en el sector nororiente de la ciudad de Santiago, la capital de Chile. Cuenta con alrededor de 85 400 habitantes y tiene una superficie de 28,3 km². Limita al nororiente con Lo Barnechea, al sur con la comuna de Las Condes, al poniente con Providencia y Recoleta, y al norponiente con Huechuraba. Es reconocida por ser la sede de la Comisión Económica para América Latina y el Caribe (CEPAL) y otras organizaciones internacionales vinculadas a la Organización de las Naciones Unidas en Chile. 
Vitacura está habitada mayoritariamente por familias de ingresos altos y medio-altos. Es también la comuna con mayor desarrollo humano de Chile.

## Historia

### Prehistoria
La ocupación humana en la zona aparece después de la última época glacial, en relación con el periodo agroalfarero temprano.
En los terrenos que hoy albergan al diario El Mercurio —en la avenida Santa María— en 1943 se encontró un cementerio de la época prehispánica, con 36 cuerpos de entre 1500 y 2000 años de antigüedad. Esos cuerpos pertenecían a un grupo conocido, en el mundo de la arqueología, como "Llolleo". Era gente que vivía de la agricultura, a pequeña escala, de recolección de vegetales", en las riberas del Mapocho. En la zona de «Jardín del Este», asimismo, se encontraron gran cantidad de restos cerámicos correspondientes a asentamientos humanos, previos a la llegada de los españoles.

### Conquista española

#### Expulsión de los huaicoches
Al fundar Santiago, Pedro de Valdivia efectuó el primer acto expropiatorio al lonco Huara Huara, realizado en 1541 para la fundación de Santiago, el que fue acompañado por el despojo de los indios huaicoches (del quechua wayqu "quebrada" y el mapudungún che "gente", es decir, "gente del lugar de huaicos o gente de las quebradas") que tenían sus posesiones en las tierras ubicadas en las riberas del río Mapocho, las que se comenzaron a denominar La Dehesa del Rey en su parte alta y Vitacura en su parte baja. Los huaicoches después del desalojo, fueron llevados a Tango, luego trasladados a Peñalolén y finalmente se les adjuntó al pueblo de indios de Apoquindo.

#### Lonco Butacura (Vitacura)
En el sector del río Mapocho al oriente, hasta las vertientes de la cordillera, existían varios asentamientos indígenas independientes entre sí y regidos cada uno por un cacique. De hecho, los nombres de las comunas, avenidas y calles se conservan desde entonces. El Lonco Vitacura o Butacura, era el principal de la comarca ubicada en las inmediaciones del cerro San Luis a las orillas del Mapocho. Los caciques subalternos que tenían sus lof cercanos al lugar e incluso en la ribera norte del río Mapocho eran: Polobanda, Pujalongo, Perimalongo, Tongui, Catalonde, Longopilla, de este último dependían Trinquimanquí y Gualtilina.
La aldea de Butacura o Vitacura era un mitimae, un mitimae era una colonia inca (mitmac en quechua significa “esparcir”) conformada por grupos de familias enviadas por el imperio incaico con fines administrativos, económicos, políticos o militares. Vitacura era el jefe o “curaca” de esta colonia, y su función era la de recoger el oro producido en la región para llevarla al Perú a modo de tributo o impuestos que debían pagar los indígenas de la zona. Esta función sólo la realizó hasta la llegada de Diego de Almagro a Chile (1535-1536) puesto que el español interceptó uno de los envíos compuesto por 14 arrobas de tejos de oro equivalente a 161 kilos de oro. Debido a esto, Vitacura se vio obligado a suspender estos envíos en los siguientes años y tomó la precaución de esconder el oro recaudado, aproximadamente 800 kg de oro, enterrándolos en algún lugar de sus extensos feudos, acción que después posiblemente fuera la causa de su muerte.

#### Canal de la Pirámide
Vitacura fue amigo y colaborador de Pedro de Valdivia. Fue también un gran emprendedor que hizo varias obras. Su obra más reconocida es un canal para regar Conchalí, el cual era la línea de riego que hizo tender desde el Río Mapocho hasta Conchalí y la Chimba, incorporando así esta rica zona a la agricultura. El canal todavía se puede ver en el sector de La Pirámide. El sendero que arrancaba desde el Camino de Las Minas (Providencia - Las Condes) era muy transitado hacia las tierras que él gobernaba y que ahora lleva su nombre.

El sector de Huechuraba, Quilicura y Conchalí, se encontraba regado por la “acequia madre de Guachuraba”, de origen prehispánico, según documentos de los años 1545 y 1546. Este canal atravesaba el camino del Inca en un lugar donde se menciona unos paredones, que podrían aludir a una construcción de tiempos incaicos, pese a que no se dice que sean viejos. 
Rubén Stehberg y Gonzalo Sotomayor.

Vitacura vivió en paz con los españoles por varios años hasta que fue asesinado. Sus hombres fueron trasladados a Quillota, quedando el caserío del cerro San Luis (actualmente calle Luz 3040) despoblado. Una gran leyenda acerca de Vitacura es el entierro de 300 kg de oro en la comuna.

#### Quirogualguen
Posteriormente esta zona sería gobernada por el Lonco Quirogualguen en 1552.
Esta zona desde el río Aconcagua hasta el río Mataquito, era un Butalmapu. Es Pineda y Bascuñán quién después de estar cautivos entre los mapuches logra conocer el concepto de Fütalmapu o Uutanmapus y lo nombra por primera vez conducido por el Ñizol lonco Michimalonco, ello a juzgar por lo señalado por Mariño de Lobera, al referirse al Parlamento de paz de Santiago, efectuado en 1541, que reunió a los loncos desde el valle de Aconcagua hasta el río Mataquito bajo el mando de un lonco principal.

#### Inés de Suárez
En 1544 el Gobernador de Chile Don Pedro de Valdivia, entregó estas tierras a doña Inés de Suárez. En la cuenca del valle de Santiago, las primeras mercedes se solicitaron sobre las tierras ocupadas por los mapuche e inmediatas a la población indígena. En 1546 se pedían las primeras confirmaciones. Así en los sectores conocidos como Apoquindo, Vitacura, Tobalaba, Ñuñoa y Macul se constituyeron mercedes de tierras a favor de Juan Jufré, compañero de Pedro de Valdivia, de Francisco de Aguirre, Juan Fernández de Alderete, Francisco de Villagra, Juan de Cuevas, Juan Zurbano, Francisco Raudona y Pedro González de Utrera, que correspondían a Lof y Ayjarewes de Ñuñoa y Macul.

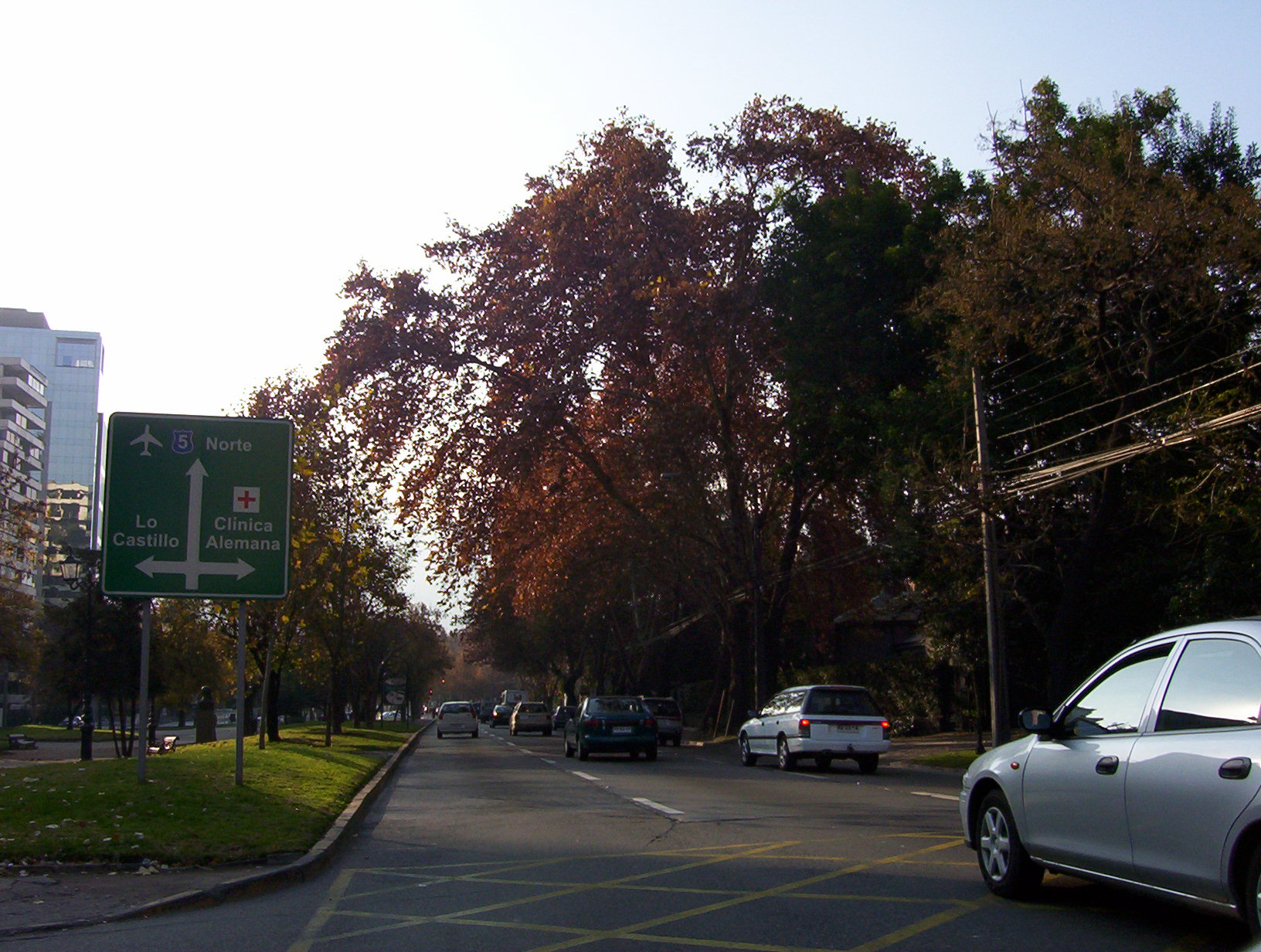
Avenida Américo Vespucio Norte en la comuna de Vitacura.

#### Ginés de Lillo
El 21 de agosto de 1603 Ginés de Lillo comienza su trabajo en la región de Ñuñoa, Apoquindo, Manquehue, Vitacura, Tobalaba, Peñalolén y nuevamente Ñuñoa. Luego prosigue su visita por las faldas de la cordillera hasta Maipo. Luego mensuró ambos lados del camino de Chile hacia Colina y Aconcagua, Lo Negrete, Renca y Huechuraba.

### SiglosXIXyXX
En 1897 fue creado el barrio de Vitacura, por los dueños de la chacra de Vitacura, Lo Curro y Lo Recabarren, Manuel Goycoolea Espoz y su hermano Narcizo Goycoolea Espoz.
El geógrafo chileno Luis Risopatrón lo describe como una ‘aldea’ en su libro Diccionario Jeográfico de Chile en el año 1924:: 937 

Vitacura (Fundo). 33° 24' 70° 36'. Tiene 150 hectáreas de terreno regado i 22 ha de viñedos i se encuentra en la márjen S del rio Mapocho, a unos 4 kilómetros hacia el NE de la ciudad de Santiago; en el cauce de dicho rio se ha labrado socavones, en los que se recoje agua, que es conducida por cañería a la ciudad citada.

#### Fundación de la comuna

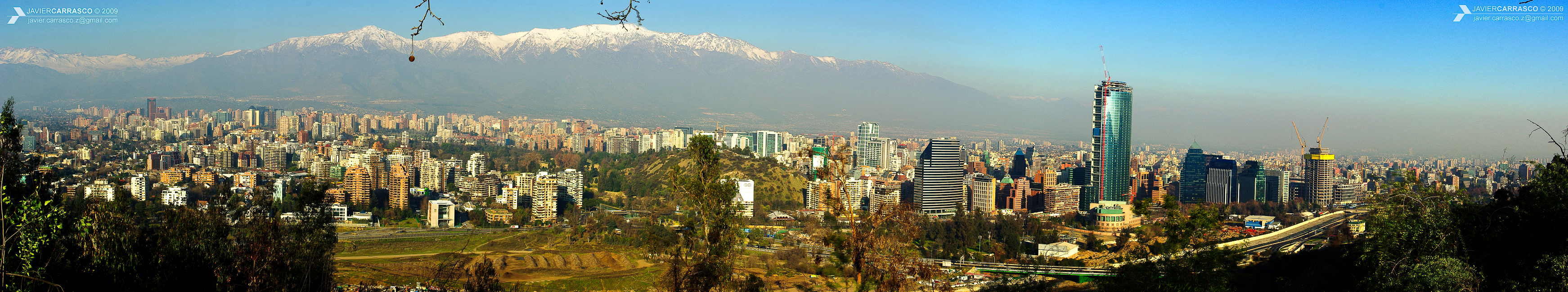
En el rincón inferior izquierdo se aprecia la comuna de Vitacura.

El 9 de marzo de 1981, se establece la nueva comuna de Vitacura, a partir de una subdivisión de la comuna de Las Condes, sin embargo hasta 1991 formó parte de la agrupación comunal manejada por la Municipalidad de Las Condes. Mediante el Decreto con Fuerza de Ley N.º 30-18.992 del 20 de mayo de 1991 se establece oficialmente la Municipalidad de Vitacura, mismo día que Lo Barnechea. El 12 de agosto del mismo año Adolfo Ballas es nombrado su primer alcalde.
La comuna tiene una zona plana y otra montañosa, con los cerros Manquehue (del mapudungún mañke we, 'lugar de cóndores'), de 1338 metros de altura; El Carbón, Manquehue Chico y Alvarado. Además, están la Loma Espino y el cerro La Pirámide. Al pie de los cerros corre paralelo el río Mapocho.

## Medio ambiente

### Geomorfología y componentes abióticos

Trazado simplificado de los ecosistemas y cuerpos de agua presentes en la comuna de Vitacura.

La comuna de Vitacura se encuentra emplazada en la unidad geomorfológica de Cuenca de Santiago; y presenta según la clasificación climática de Köppen clima mediterráneo de lluvia invernal (Csb), clima mediterráneo de lluvia invernal de altura (Csb (h)) y clima semiárido de lluvia invernal (BSk (s)). Esta además se halla en la cuenca hidrográfica de río Maipo. Además, la comuna posee diversos cuerpos de agua, entre los que se destacan el río Mapocho.

### Componentes bióticos
Dentro del territorio de la comuna se puede encontrar el siguiente ecosistema:
- Bosque espinoso mediterráneo andino donde predominan Acacia caven y Baccharis paniculata (Vulnerable)

### Medidas de protección ambiental y conflictos socioambientales
Hasta 2022, la comuna de Vitacura cuenta con las siguientes zonas que poseen algún nivel de protección ambiental:
- Colina-Lo Barnechea (Sitios ERB)[28]
- Humedal Estero Las Gualtatas (Humedal urbano)[29]
- Jardín botánico Parque Chagual (Iniciativa de Conservación Privada)[30]

## Administración

### Municipalidad
La Ilustre Municipalidad de Vitacura es dirigida desde 2021 por la alcaldesa Camila Merino Catalán (Evópoli). El concejo municipal para el período 2024-2028 está conformado por los concejales:
- Paula Domínguez Risopatrón (Evópoli)
- Felipe Morandé Lavín (Evópoli)
- Ignacio Hue Wielandt (Ind./UDI)
- Catalina Recordon Martín (RN)
- Carlos Cruz-Coke Carvallo (RN)
- Verónica del Real Cardoen (REP)
- Catalina Vera Atria (REP)
- Joaquín Jerez Salvo (REP)

### Representación parlamentaria
Vitacura pertenece al distrito electoral n.º 11 junto con las comunas de Lo Barnechea, Las Condes, La Reina y Peñalolén y a la VII circunscripción senatorial (Región Metropolitana De Santiago).
Es representada en la Cámara de Diputados del Congreso Nacional para el período 2022-2026 por los siguientes diputados:
- Catalina Del Real Mihovilovic (RN).
- Gonzalo de la Carrera Correa (REP).
- Cristián Araya Lerdo de Tejada (REP).
- Guillermo Ramírez Diez (UDI).
- Francisco Undurraga Gazitúa (EVOPOLI).
- Tomás Hirsch Goldschmidt (AH).

A su vez, en el Senado la representan Fabiola Campillai de AD, Manuel José Ossandón de RN, Rojo Edwards del REP, Luciano Cruz-Coke de Evópoli y Claudia Pascual del PCCh en el periodo 2022-2030.

## Economía
En 2018, la cantidad de empresas registradas en Vitacura fue de 14.963. El Índice de Complejidad Económica (ECI) en el mismo año fue de 1,79, mientras que las actividades económicas con mayor índice de Ventaja Comparativa Revelada (RCA) fueron Fabricación de Artículos de Deporte (21,9), Desratización y Fumigación no Agrícola (17,11) y Comercio al por Menor de Antigüedades (13,47).

## Relaciones internacionales

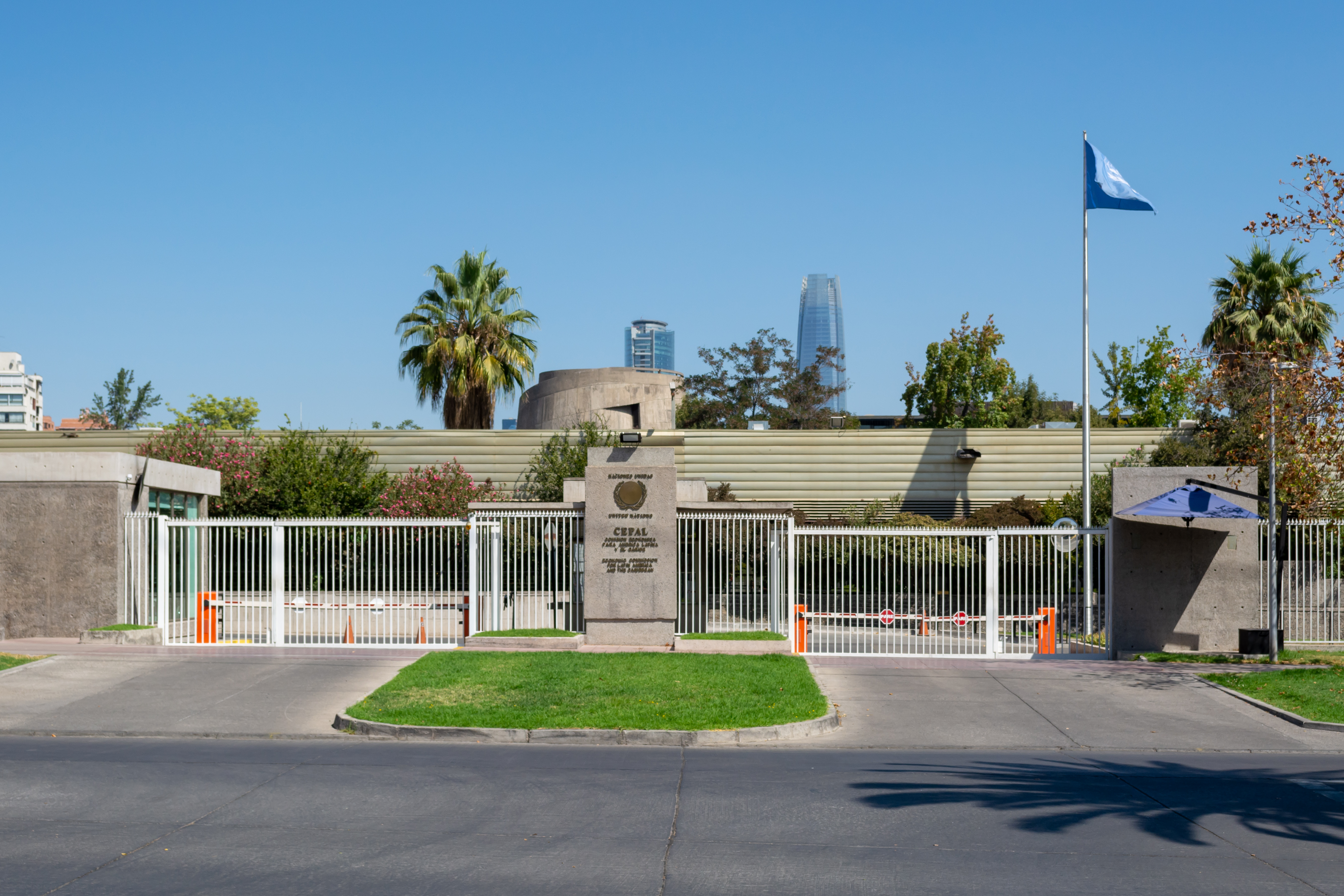
Entrada norte a la Comisión Económica para América Latina y el Caribe (CEPAL), en barrio Lo Castillo, Vitacura.

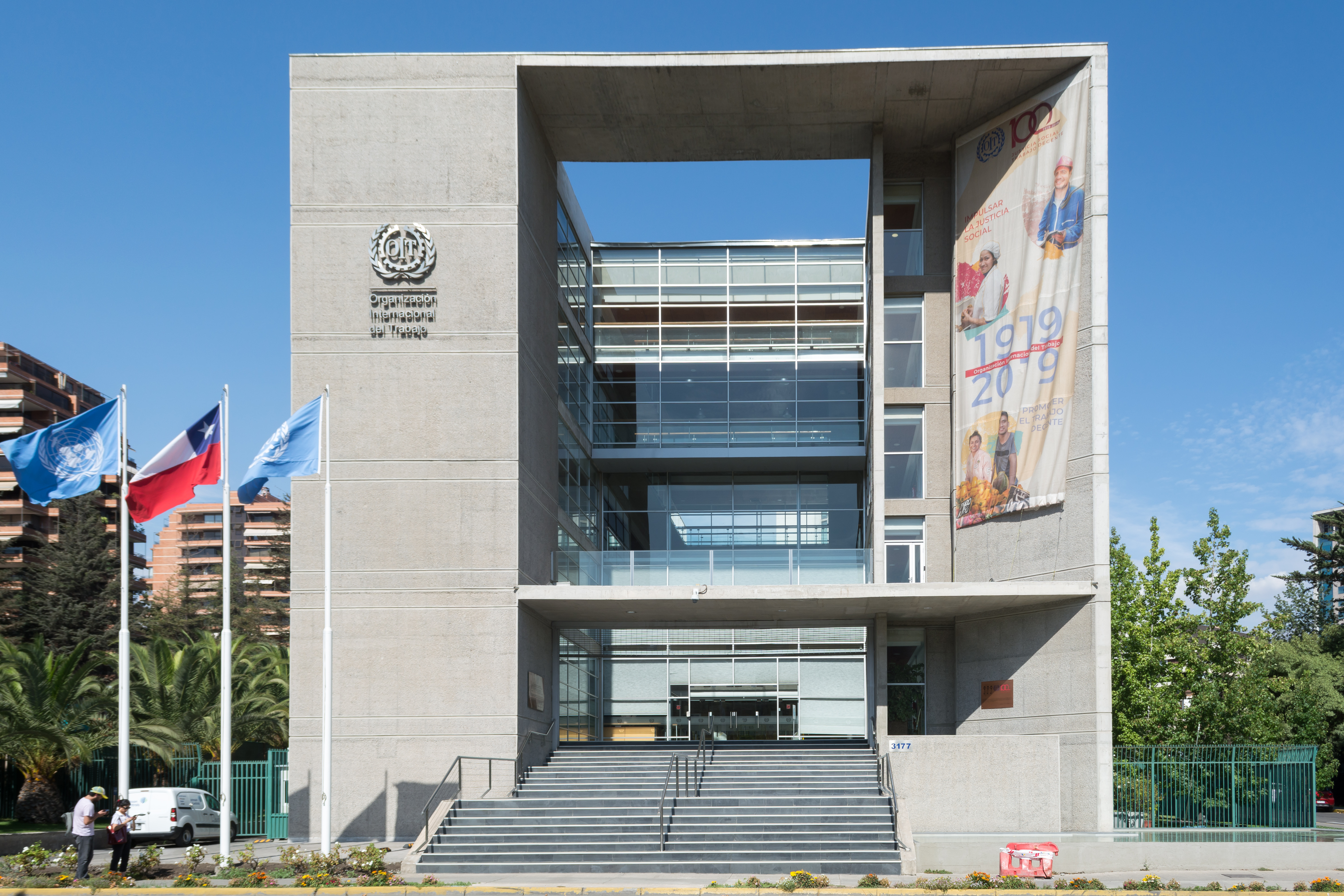
Oficina para el Cono Sur de la Organización Internacional del Trabajo (OIT) en barrio Lo Castillo, Vitacura.

El barrio Lo Castillo, en el corazón de la comuna de Vitacura, y la futura estación Vitacura de la Línea 7 del Metro de Santiago, destaca por ser la sede nacional y regional latinoamericana de una serie de organizaciones internacionales vinculadas a la Organización de las Naciones Unidas, tales como la Comisión Económica para América Latina y el Caribe (CEPAL), la Oficina Representante del Alto Comisionado de las Naciones Unidas para los Refugiados en Chile (ACNUR Chile), la Oficina del Alto Comisionado de las Naciones Unidas para los Derechos Humanos (ACNUDH), la Oficina del Coordinador Residente de Naciones Unidas en Chile (ONU Chile), la oficina regional para América Latina y el Caribe de la Organización de las Naciones Unidas para la Alimentación y la Agricultura (FAO), la Organización Internacional para las Migraciones en Chile (OIM Chile), la Organización Internacional del Trabajo (oficina para el Cono Sur), la Organización Panamericana de la Salud (OPS), y el Programa de las Naciones Unidas para el Desarrollo en Chile (PNUD Chile). Además, Vitacura es sede de la Organización Europea para la Investigación Astronómica en el Hemisferio Austral (ESO Chile).
En materia de relaciones internacionales y educación superior, los principales actores dentro de Vitacura son la oficina regional del David Rockefeller Center for Latin American Studies (DRCLAS) de la Universidad Harvard, el Columbia Global Center Santiago de la Universidad de Columbia, la Facultad Latinoamericana de Ciencias Sociales en Chile (FLACSO Chile), y la Dirección de Relaciones Internacionales de INACAP.

### Embajadas

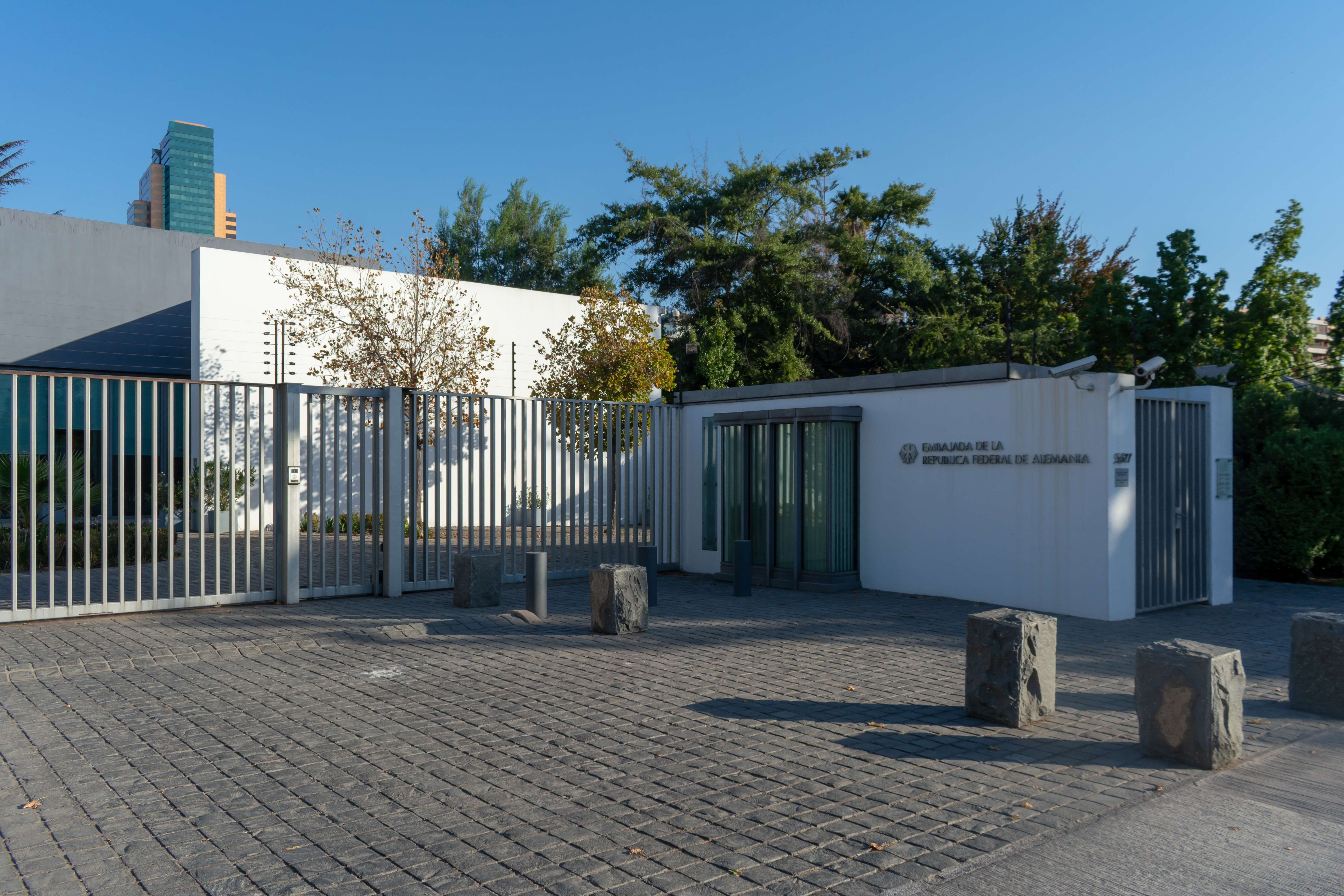
Embajada de Alemania en calle Las Hualtatas, Vitacura.

| - Alemania (Embajada) - Libia (Embajada) - República Dominicana (Embajada) | - Rusia (Embajada) - Vietnam (Embajada) |

## Servicios

### Educación
Es una de las dos sedes del Campus Santiago de la Universidad Técnica Federico Santa María (la otra está en la comuna de San Joaquín).
Es sede del Campus Casa Central de INACAP. 
Vitacura cuenta con el campus principal del Lycée Antoine-de-Saint-Exupéry de Santiago, (Q), una escuela francesa.

## Lugares de interés

### Edificio de la Cepal

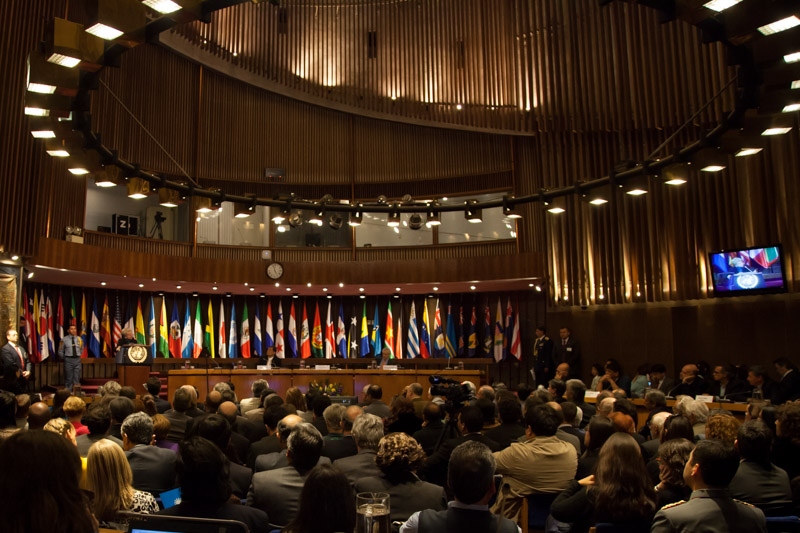
Vista de la Sala Raúl Prébisch en el edificio de la Cepal.

El edificio de la Cepal se encuentra ubicado en la comuna de Vitacura y fue inaugurado el 29 de agosto de 1966 por el presidente de Chile, Eduardo Frei Montalva, y el secretario general de Naciones Unidas, U Thant. El edificio es considerado un hito de la arquitectura moderna latinoamericana.
Su diseño estuvo a cargo del influyente arquitecto chileno Emilio Duhart con la colaboración de Christian de Groote, Roberto Goycoolea y Oscar Santelices, inspirados en el estilo del destacado arquitecto suizo Le Corbusier.

## Transporte
Vitacura, junto con Las Condes, Providencia y Lo Barnechea, formaba parte de la Zona C del Transantiago.
Según el Plan Maestro de Transporte Santiago 2025, Vitacura sería cruzada por una nueva Línea de Metro, La Línea 7, que le daría por primera vez una conexión directa al Metro de Santiago. Tras la cuenta pública de la entonces presidenta Michelle Bachelet en 2017, se anunció la nueva Línea 7 del Metro de Santiago, que unirá Renca con Vitacura. Se estima que esté operativa para 2028.

## Medios de comunicación

### Radioemisoras
FM
La comuna no cuenta con radios comunitarias.